# Strihe
Strihe är en ås i Schweiz.   Den ligger i distriktet Aarau och kantonen Aargau, i den centrala delen av landet, 70 km nordost om huvudstaden Bern.
I omgivningarna runt Strihe växer i huvudsak blandskog. Runt Strihe är det tätbefolkat, med 762 invånare per kvadratkilometer.